# Günther Winkler

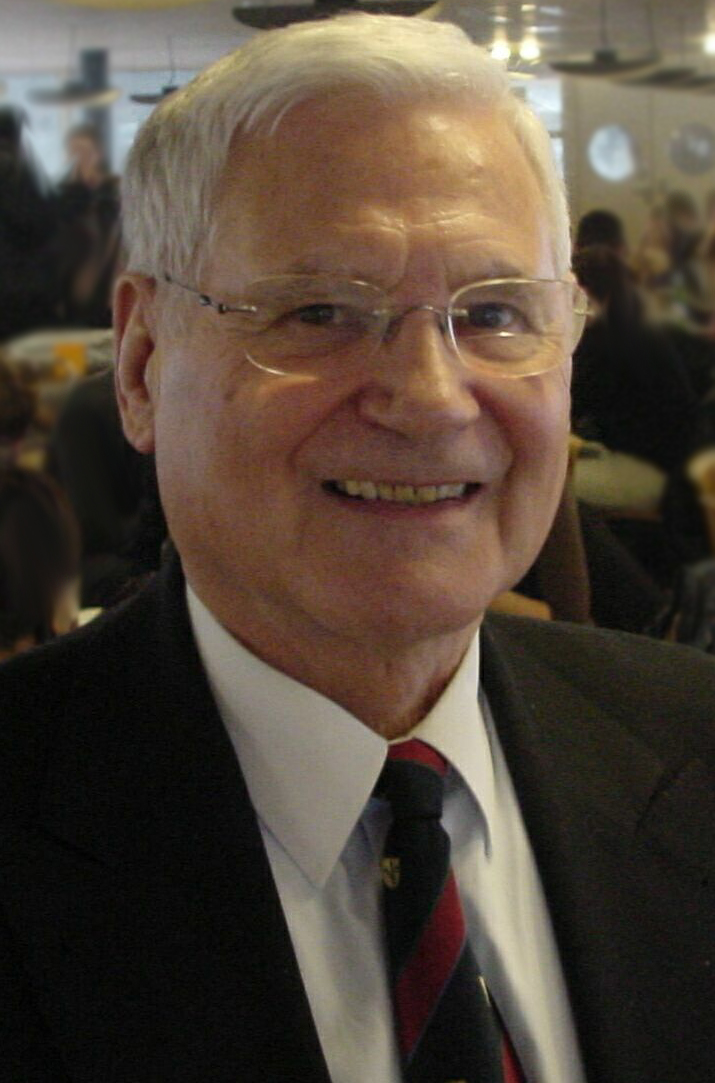
Günther Winkler (vor 2015)

Günther Winkler (* 15. Jänner 1929 in Unterhaus, Baldramsdorf, Kärnten; † 25. Oktober 2024) war ein österreichischer Jurist. Bis zu seiner Emeritierung im Jahr 1997 war Winkler ordentlicher Professor der gesamten Rechts- und Staatswissenschaften an der Universität Wien, von 2001 bis 2007 war er Richter am Vergleichs- und Schiedsgerichtshof in der OSZE und von 2007 bis 2013 wieder bestellter Richter und Mitglied des Präsidiums. Winkler war Ehrensenator der Universität Wien und Fürstlicher Justizrat von Liechtenstein.

## Leben
Winkler wuchs in Baldramsdorf in der Nähe von Spittal an der Drau auf. Von 1947 bis 1951 studierte er an der Universität Innsbruck Rechts- und Staatswissenschaften und schloss mit der Promotion zum Doktor der Rechte ab.
Von 1949 bis 1956 arbeitete er zunächst als Hilfskraft, dann als Assistent bei Walter Antoniolli an der Universität Innsbruck, wo er 1955 die Lehrbefugnis (Venia Legendi) als Dozent für Verwaltungsrecht erwarb. Von 1956 bis 1959 war er Assistent und Dozent für Verwaltungsrecht an der Universität Wien, ab 1959 Außerordentlicher Professor für Verfassungsrecht, Verwaltungsrecht und Allgemeine Staats- und Rechtslehre, ab 1961 bis zu seiner Emeritierung 1997 war er Ordentlicher Professor für Verfassungsrecht, Verwaltungsrecht und Allgemeine Staats- und Rechtslehre an der Universität Wien.
1972 bis 1973 war er Rektor der Universität Wien und Vorsitzender der Österreichischen Rektorenkonferenz. 1974 bis 1983 war er Vorsitzender der Stipendienkommission der Österreichischen Rektorenkonferenz für politische Flüchtlinge sowie der Ausschüsse der Österreichischen Rektorenkonferenz für die mit der Zulassung der ausländischen Studierenden zusammenhängenden Fragen, zur Beurteilung der Gleichwertigkeit der Reifezeugnisse und zur Erarbeitung von Richtlinien zur Zulassung ausländischer Studierender an Österreichischen Hochschulen. Von 1973 bis 2015 war er Sonderbeauftragter (Special Emissary) der österreichischen Regierung für die inoffiziellen Beziehungen Österreichs mit Taiwan.
Günther Winkler verstarb im Oktober 2024 im Alter von 95 Jahren.

## Akademische Karriere
Günther Winkler war im akademischen Verwaltungsbereich der Universität in verschiedenen administrativen Funktionen und Ehrenämtern tätig. Er war Bibliothekar, Vorstand des Instituts für Staats- und Verwaltungsrecht, Dekan der Rechts- und Staatswissenschaftlichen Fakultät (1965) und Rektor der Universität Wien (1972). Er wirkte als Raumreferent der Fakultät, als Mitglied der Gebäudekommission des Akademischen Senates, als Baubeauftragter der Universität Wien für das Juridicum und als Rechtsberater der Rektoren und des Akademischen Senates.
Zur Schaffung eines Forums für den wissenschaftlichen Dialog in den Fachgebieten des Öffentlichen Rechts, der Staatslehre und der Rechtstheorie sowie zur Förderung des wissenschaftlichen Nachwuchses gründete Winkler im Jahr 1963 die im Springer Verlag seit dem Jahr 1967 erscheinenden Forschungen aus Staat und Recht. Bis zum 140. Band war er ihr Herausgeber. Aus den wissenschaftlichen Streitgesprächen in seinen über vier Jahrzehnte währenden Seminarveranstaltungen zur Rechtstheorie und Methodenlehre gingen zahlreiche Dozenten und Professoren hervor. Viele ihrer Habilitationsschriften wurden in den Forschungen aus Staat und Recht publiziert. Winkler scheint dort aber auch selbst als Autor zahlreicher Studien auf, anfangs auf den Gebieten des Verwaltungsrechts, später des Verfassungsrechts, der Verfassungsvergleichung, des Europarechts und einer empirischen Staats- und Verfassungslehre, vor allem aber einer auf ein kritisch hinterfragtes erkenntnistheoretisches und logisches Vorverständnis gegründeten Rechtstheorie und Methodenlehre für Juristen.
In den 1970er und 1980er Jahren bekleidete Winkler leitende Positionen im Österreichischen Austauschdienst (ÖAD, frühere Bezeichnungen: Österreichischer Auslandsstudentendienst, Österreichischer Akademischer Austauschdienst). Als dessen Präsident sanierte er zu Beginn der 1980er Jahre den verschuldeten ÖAD und als Verantwortlicher für die Schulaufsicht bewirkte er eine grundlegende Reform des in den 1970er Jahren durch Studentenunruhen lahmgelegten Vorstudienlehrgangs für Auslandsstudenten. Während politischer Krisenzeiten in Griechenland, Chile, Iran und Kurdistan (Türkei) war er Vorsitzender der akademischen Stipendienkommission für politisch verfolgte Studenten.

## Wirken als juristischer Berater
Winkler beriet als Fachmann für Verwaltungs- und Verfassungsrecht in Wirtschaft und Politik. 1962 initiierte er einen einheitlichen Grundrechtskatalog aus rechtsvergleichender Sicht, was zur Gründung einer österreichischen Grundrechtsreform-Kommission führte.
In der von der Bundesregierung in den 1960er Jahren veranstalteten „Aktion 20“ war Winkler eines der sechs Gründungsmitglieder, die anderen waren Karl Fellinger für Gesundheit, Franz Karasek für Außenpolitik, Stephan Koren für Wirtschaft und Finanzen, Leopold Rosenmayer für Gesellschaft und Hans Tuppy für Bildung und Wissenschaft. Später kam noch Emil Spannocchi für die Landesverteidigung dazu. Ihr Ziel waren Analysen und Wegweisungen in Zukunftsperspektiven von Staat und Gesellschaft in Österreich. Winklers Reformbemühen galten im Besonderen einer Verbesserung des Rechtsschutzes sowie der Vereinfachung der Gesetzessprache und der Verminderung der Gesetze.

## Pflege internationaler Beziehungen
In seinem Wirken als akademischer Administrator, Lehrer und Forscher pflegte Winkler von Wien aus wissenschaftliche Beziehungen über die nationalen Grenzen hinaus. Er war Ratgeber für Verfassungsfragen in Japan, Korea, Finnland, Taiwan, Polen, Afghanistan und Liechtenstein. Er hielt zahlreiche Vorträge an ausländischen Universitäten und wissenschaftlichen Institutionen. Vor allem mit deutschen Fachkollegen stand er im wissenschaftlichen Diskurs. Von 1980 bis 1982 war er Vorsitzender der Vereinigung der Deutschen Staatsrechtslehrer.
Nachdem 1971 die Republik China (Taiwan) zugunsten der Volksrepublik China wegen deren Ein-China-Politik ihren Sitz in der UNO und damit die internationale Anerkennung verloren hatte, wurde Winkler von der österreichischen Bundesregierung mit der politischen Vertretung Österreichs gegenüber der Republik China betraut. Diese Aufgabe einer inoffiziellen diplomatischen Vermittlung zwischen den beiden Ländern besorgte Winkler in seiner Eigenschaft als Präsident des von ihm zu diesem Zweck gegründeten Instituts für Chinesische Kultur.
Mehr als drei Jahrzehnte lang war er mit der Pflege und Förderung bilateraler administrativer und kultureller Belange zwischen den beiden Ländern befasst. Er betreute insbesondere die Pflege der Beziehungen Taiwans zur Internationalen Atomenergieorganisation (IAEA) in Wien und war an der Einrichtung von inoffiziellen Vertretungen beider Länder zur Besorgung von wirtschaftlichen, kulturellen und administrativen Belangen maßgeblich beteiligt.
Winklers Pflege internationaler Beziehungen zwischen Österreich und Taiwan verstärkte sein Interesse an chinesischer Kultur, vor allem am chinesischen Kunsthandwerk. Dieses Interesse fand seinen sichtbaren Niederschlag in einer von ihm aufgebauten Sammlung von beispielhaften Zeugnissen des mehrere Tausend Jahre alten chinesischen Kunsthandwerks, zunächst im Benediktinerstift St. Paul im Lavanttal, später in der Ortenburg in Baldramsdorf bei Spittal an der Drau in Kärnten.
Gleichzeitig mit dem Institut für Chinesische Kultur gründete Winkler im Jahr 1973 die Österreichisch-Koreanische Freundschaftsgesellschaft. In den Jahren 1974 bis 1976 war er Verfassungsberater des später einem politischen Mord zum Opfer gefallenen Staatspräsidenten Südkoreas, Park Chung-hee und unterstützte diesen auf seinem Weg zur Öffnung der autokratischen Militärherrschaft für die Demokratie. Er übersetzte zwei seiner Werke aus dem Englischen ins Deutsche.
Winklers internationales Interesse galt ab dem Jahr 2000 einerseits der Europäischen Union und ihren Sanktionen gegen Österreich und andererseits den Versuchen von Parlamentariern des Europarates, die Souveränität und Verfassungsautonomie Liechtensteins einzuschränken. Seine Forschungen zu diesen Themenkreisen, aus rechtsdogmatischer, verfassungsvergleichender, staatstheoretischer, europarechtlicher und völkerrechtlicher Sicht fanden ihren Niederschlag in fachwissenschaftlichen Publikationen.

## Akademische Lehre
Winkler war als junger Wissenschaftler während mehrerer Jahre Vorsitzender der österreichischen Collegegemeinschaft in Innsbruck und Mitwirkender an den Hochschulwochen des Europäischen Forums Alpbach (1950–1956). Das Österreichische College war den interdisziplinären Begegnungen zwischen akademischen Lehrern und Schülern im wissenschaftlichen Gespräch gewidmet. Unter der Devise des „Studium Generale“ organisierte Winkler an der Universität von Innsbruck in jungen Jahren interdisziplinäre Seminare, Vorträge literarische und rednerische Wettbewerbe.
Seine Begegnungen mit berühmten Gelehrten (unter anderen Theodor W. Adorno, Arnold Bergstraesser, Otto Brunner, Hans Fehr, Paul Feyerabend, Hans-Georg Gadamer, Franz Gschnitzer, Carl Gustav Jung, Hans Kelsen, Victor Kraft, Heinrich Mitteis, Hans Nawiasky, Karl Popper, Alf Ross, Erwin Schrödinger, Wolfgang Stegmüller) und prominenten Schriftstellern (wie Robert Jungk und Arthur Koestler) im Tiroler Gebirgsdorf Alpbach wurden für sein Wirken als akademischer Lehrer und Forscher im Sinn des Studium Generale wegweisend.
Aber auch der von ihm organisierte, interdisziplinäre juristische Arbeitskreis an der Universität Innsbruck vermittelte ihm nachhaltige Impulse für seine späteren rechtstheoretischen, methodologischen und wissenschaftstheoretischen Bemühungen um eine empirisch-rationale Methode für die rechtswissenschaftliche Forschung, Lehre und Praxis.
Winklers Orientierung am Bildungsziel des Studium Generale hatte auch Auswirkungen auf seine praktischen universitären Tätigkeiten. Diese fanden in der Organisation und in der Verwaltung von wissenschaftlicher Lehre und Forschung an der Universität ihren praktischen Niederschlag; herausragend in der Funktionsplanung für das neue Juridicum und in der Herausgabe der wissenschaftlichen Publikationsreihe Forschungen aus Staat und Recht (Springer Verlag, Wien-Heidelberg-New York).
Winklers akademische Tätigkeiten und seine Bemühungen um eine sachbezogene Hochschulautonomie fanden ihren schriftlichen Ausdruck in Abhandlungen zur kulturellen Autonomie und Selbstverwaltung und in seiner historisch angelegten Studie über „Die Rechtspersönlichkeit der Universitäten“ (1983).
Der spätere Landeshauptmann von Kärnten, Jörg Haider FPÖ, war von 1973 bis 1976 Assistent bei Winkler. Ebenso Assistent bei Winkler war Peter Kostelka, später Klubobmann der Sozialdemokraten im Nationalrat, Staatssekretär im Bundeskanzleramt sowie Volksanwalt bis 2013. Der Präsident des Verfassungsgerichtshofes, Christoph Grabenwarter, sowie die Universitätsprofessoren Richard Novak, Bernhard Raschauer und Christoph Herbst waren ebenso Schüler und Assistenten Winklers. Der ehemalige Richter des Europäischen Gerichtshof für Menschenrechte Georg Ress promovierte sich bei Winkler in den Staatswissenschaften.

## Das Recht als ein reales Kulturphänomen
Der Schwerpunkt der frühen wissenschaftlichen Interessen Winklers lag anfangs im Verwaltungsrecht. Daneben erlangten aber alsbald auch das Verfassungsrecht, die vergleichende Verfassungslehre, das Verhältnis von Staatsrecht und Völkerrecht, Staatslehre und Politikwissenschaft Bedeutung für ihn. Im Geist des Studium Generale galt seine besondere Vorliebe schon früh der juristischen Methodenlehre und der Rechtstheorie auf erkenntnistheoretischer Grundlage. Aus der Sicht seiner praktischen Erfahrungen als Verwaltungsjurist und als ein der Staatspolitik aufgeschlossener Verfassungsjurist, versteht Winkler das Recht in seiner sprachlichen (grammatikalischen) und begrifflichen (logischen) Verfasstheit in Theorie und Praxis, aus der Vielfalt seiner typisierten Erscheinungsformen, als ein sinn- und zweckhaftes Ordnungsgefüge für menschliches Verhalten in einer rechtlich organisierten Gemeinschaft.
Für ihn ist das in generell abstrakten Vorschriften und individuell-konkreten Rechtsakten sowie im tatsächlichen Verhalten seiner Adressaten vielgestaltig in Erscheinung tretende Recht gemäß seiner Sinn- und Zweckhaftigkeit eine werthafte Ordnung, die empirisch-rational erfahrbar, verstehbar und deutbar ist. Die sinn- und zweckhaften, generell-abstrakten Rechtsvorschriften sind auf Verwirklichung durch menschliches Verhalten als Staatsakte und Rechtshandlungen gerichtet. Positives Recht wird durch tatsächliches menschliches Verhalten in seiner sprachlichen (grammatikalischen) und begrifflichen (logischen) Gestalt als Verfassung, als Gesetz, als Verordnung und als Staatsakt durch menschliches Handeln erzeugt (ius positum – positives Recht) und durch die Adressaten des Rechts angewendet und befolgt.
In seiner Synthese von sinn- und zweckhafter Erzeugung, Anwendung und Befolgung, getragen durch tatsächliches menschliches Verhalten, ist das Recht ein vielfältiges Phänomen in der kulturell-sozialen Wirklichkeit. Die generell-abstrakten Anordnungen, die auf tatsächliches menschliches Verhalten gegründeten, individuell-konkreten Rechtsakte verkörpern gemeinsam mit ihrer Verwirklichung die Rechtsordnung einer organisierten Gemeinschaft von Menschen im Staat. Das Recht manifestiert sich für Winkler in einer empirisch erfassbaren Vielfalt seiner publizierten Erscheinungsformen in Geltung, Verbindlichkeit und Wirksamkeit (Effektivität) als ein geschichtliches Phänomen. Für Winkler ist das Recht in seiner Mehrschichtigkeit und differenzierten sollenshaften Seinsweise, in seiner notwendigen Einheit von sinnhafter abstrakter Möglichkeit und von sinnhafter konkreter Verwirklichung menschlichen Verhaltens ein differenziertes, empirisch-rational erfahrbares verstehbares und deutbares, kulturell-soziales Phänomen besonderer Art. In seiner gemeinschaftlichen Werthaftigkeit, in seiner vielgestaltigen Erzeugtheit, in seiner sinn- und Zweckhaftigkeit von Geltung, Verbindlichkeit und Wirksamkeit ist das Recht für Winkler in Form und Inhalt Ausdruck eines vielfältigen seinshaften Sollens und sollenshaften Seins von menschlichem Verhalten.

## Theorie und Methode des Juristen
Der Gegenstand bestimmt die Methode. Das Recht ist für Winkler eine erfahrbare und sinn- und zweckhafte Hervorbringung des Menschen. Es ist von Menschen erzeugt, richtet sich auf menschliches Verhalten und findet in besonderen Ausdrucksformen menschlichen Verhaltens seinen erfahrbaren und empirisch-rational erfassbaren Ausdruck. Es ist ein kulturell- soziales Phänomen besonderer Art. Recht tritt in geschriebenen und gesprochenen Worten, in Symbolen und bildhaften Zeichen sowie in der Vielfalt des konkreten menschlichen Verhaltens wahrnehmbar in Erscheinung.
Typische Erscheinungsformen und Erzeugungsformen sowie konkretes tatsächliches menschliches Verhalten sind Träger der Sinngehalte des Rechts in Staat und Gesellschaft. Durch sie ist das Recht nach Form und Inhalt empirisch-rational erfahrbar und erfassbar. Wegen der Beschaffenheit ihres Gegenstandes ist die Rechtswissenschaft für Winkler eine verstehende und erklärende Kultur- und Sozialwissenschaft. Die sprachlichen Ausdrucksformen, die Symbole und die bildhaften Zeichen, in denen das Recht allgemein erfahrbar in Erscheinung tritt, sind geprägt von den Regeln für menschliches Denken in den Formen der Grammatik und der Logik. Das gilt auch für die an den Gegenstand gebundene Metasprache der Rechtswissenschaft und für das Rechtsdenken.
Das Rechtsdenken folgt in seiner Methode den Eigenheiten des Gegenstandes. Das Recht kann nur durch die ihm anhaftenden wahrnehmbaren Eigenheiten empirisch rational erfasst, gegenstandsgerecht verstanden und gedeutet werden. Das Recht tritt sprachlich und begrifflich in Erscheinung. Das Rechtsdenken, schulhaft dogmatisch auch Interpretation genannt, vollzieht sich daher vor allem nach den Regeln der Grammatik und der Logik. Diese beinhalten allerdings nur funktionale Wegweisungen für ein empirisch-rationales Verstehen und Erklären der Sprach- und Begriffsgefüge, der bildhaften Zeichen und Symbole des Rechtes, ebenso wie des ihm gemäßen tatsächlichen sinn- und zweckhaften menschlichen Verhaltens.
Die Regeln der Grammatik und der Logik genügen nicht für die Sinnermittlung der vielfältigen Erzeugungs- und Erscheinungsformen des Rechts. Rechtserkenntnis setzt auch eine fundierte Kenntnis der rechtserheblichen Wirklichkeit von Staat und Gesellschaft voraus. Das Rechtsdenken vollzieht sich daher auf zwei Ebenen: einerseits auf der Ebene der Sinngehalte der Rechtsvorschriften und Rechtsakte und andererseits auf der Ebene der rechtlich erheblichen, kulturell-sozialen Zusammenhänge in Staat und Gesellschaft. Wer das Recht verstehen will, muss auch auf die Vielfalt der kulturell-sozialen Wirklichkeit Bedacht nehmen, auf welche sich das Recht bezieht.
Die Ermittlung der in die Sprache, in die Begriffe, in die Zeichen und Symbole des Rechtes in Form und Inhalt eingeschlossenen Sinngehalte erfolgt mit Hilfe der den Erscheinungs- und Erzeugungsformen des Rechtes entsprechenden Methoden der Interpretation. In der Lehre unterscheidet man die logische, die grammatikalische, die historische, die systematische und die teleologische Interpretation. Doch zwischen diesen Formen der Interpretation gibt es kein Rangverhältnis. Diese Unterscheidung ist schulhaft aufzählend. Der grammatikalischen und der logischen Interpretation kommt zudem in der Rechtspraxis kaum eine aktuelle Bedeutung zu. Das in sprachliche und logische Ausdrucksformen gekleidete Recht macht kaum einmal eine bewusste Anwendung der Regeln von Grammatik und Logik erforderlich. Das gilt auch für die historische Interpretation. Im Alltag sind nicht nur für den juristischen Fachmann, sondern auch für den Adressaten des Rechts Sinn und Zweck des Rechtes zumeist unmittelbar einsichtig. Interpretation heißt daher Sinnermittlung des empirisch erfassbaren Rechts.
Das Recht ist Menschenwerk. Es folgt den Veränderungen von Wirtschaft und Gesellschaft. Die wandelhaften kulturell-sozialen Sachlagen können durch den Gesetzgeber nur unzureichend in Wort und Schrift erfasst werden. Sie werden durch die Rechtsvorschriften nicht selten auch unzureichend vermittelt. Die Sprache in den Rechtsvorschriften kann von den Regeln der Grammatik und Logik abweichen; sie können aber auch sachlich ungenau sein.
Bei der Interpretation geht es um die Ermittlung von Sinn und Zweck in Wort, Schrift und Zeichen auf eine sachkundige Weise: lege artis – das heißt nach den Regeln der Kunst juristischen Denkens. In diesem Sinn ist für den Juristen die Frage nach dem in den Worten und Sätzen, in den Rechtsbegriffen, in Zeichen und Symbolen verbindlich festgelegten Sinn und Zweck des Rechts auch eine methodologische Herausforderung. Juristen haben zur Deutung der Sinngehalte der Vorschriften und Akte des Rechts Regeln entwickelt. Zur Ermittlung des Sprach- und Wortsinns sowie der Begriffsinhalte der Vorschriften des Rechts und der Rechtsakte lege artis pflegen sie in der Regel die teleologische Methode; und zwar unter Bedachtnahmen auf historische Aspekte und auf die vielfach zeit- und raumgebundenen, abstrakten und konkreten Wirklichkeitsbezüge des Rechts.
Diesem Ziel dient auch ein systematisches Verstehen und Erklären der Bedeutung der in allen Schichten und Erscheinungsformen wortgebundenen und begrifflich festgelegten und auf menschliches Verhalten in der kulturell-sozialen Wirklichkeit abgestellten Sinngehalte des Rechts nach Maßgabe der Sachlage. Die abstrakten und konkreten Sinngehalte des Rechts werden durch die Rechtsdogmatik in einer dem Gegenstand gemäßen Denkweise in ihrer zweckhaften Beziehung zur relevanten kulturell-sozialen Wirklichkeit empirisch-rational erfasst, gesichtet, erklärt und verstanden, definiert und systematisch geordnet. Dabei kommt der Ermittlung von Sinn- und Zweckhaftigkeit der Erscheinungsformen des Rechtes und ihrer Erheblichkeit für tatsächliches menschliches Verhalten in der kulturell-sozialen Wirklichkeit vor der grammatikalischen und logischen Interpretation ein Vorrang zu. Das Recht ist nicht wegen der Logik erzeugt. Logik und Grammatik treten auch nur selten in das kritische Bewusstsein eines in Praxis oder Theorie professionell denkenden Juristen. Sie sind dem konkreten Rechtsdenken zumeist ebenso unreflektiert vorausgesetzt wie der Rechtserzeugung. Die Interpretation des Rechts kann in diesem Sinn als eine angewandte Hermeneutik, Semantik und Semiotik verstanden werden.

## Wissenschaftstheoretische Orientierungen
Für die Rechtstheorie hingegen sind die Logik, als Lehre vom schlüssigen (richtigen) Denken und die Grammatik, als Lehre vom richtigen Aufbau der Sprache von essentieller Bedeutung. Für die Schulung zu einem professionellen juristischen Denken (lege artis) bieten die Rechtstheorie und Methodologie die Instrumentarien der teleologischen Interpretation an, welche auch die historische und systematische Interpretation mit umschließt und den Niederschlag des Rechts in der Wirklichkeit menschlichen Verhaltens gleichermaßen veranschlagt. Eine solche Interpretation bedeutet eine gegenstandsadäquate Ermittlung von Sinn und Zweck der sprachlich und begrifflich, bildlich und figural in Erscheinung tretenden Sinngehalte des Rechts in Konzept und Verwirklichung.
In der ersten Hälfte des 19. Jahrhunderts war die Wissenschaft vom öffentlichen Recht ohne eine eigenständige Interpretationslehre. Erklärungen von Ermessen und unbestimmten Rechtsbegriffen in den Gesetzen nahmen ihre Stelle ein. Es ging um eine zweckentsprechende Anwendung des Rechts. Das mag auf den Zweck des Verwaltungsrechts zurückzuführen gewesen sein, der Gestaltung des öffentlichen Lebens zu dienen. In Österreich liegt aber auch noch ein rechtstheoretischer Erklärungsgrund für eine verengten formalisierten Festlegung der Rechtswissenschaft auf die Form und auf ein formalisiertes Sollen vor allem durch die Reine Rechtslehre, wodurch die Inhalte des Rechts mit ihrer Sinn- und Zweckhaftigkeit und mit ihrem werthaften Realitätsbezug aus der Rechtswissenschaft ausgeschlossen wurden.
Dem entgegenzuwirken war von Anfang an das Anliegen Winklers, der in einer erkenntnistheoretisch fundierten, historisch angelegten teleologischen Denkweise (Der Bescheid 1956) eine wesentliche Anforderung an die Rechtswissenschaft sah. Davon zeugen seine Studien zu einem inhaltsgebundenen institutionellen Rechtsdenken ebenso wie seine rechtstheoretischen Untersuchungen. Rechtsbetrachtung bedeutet Inhaltsbetrachtung und damit auch Wertbetrachtung. Demgegenüber ist für die Reine Rechtslehre das Recht nur ein Sollen, erklärt durch die logifizierte Denkform eines vermeintlichen hypothetischen Urteils ohne Inhalt. Die Inhalte des Rechts sind sinn- und zweckhaft. Sie liegen daher außerhalb der Reichweite der Reinen Rechtslehre.
Das Recht ist jedoch wesensgemäß inhaltlich, sinn- und zweckhaft; es ist ein Sein-sollen. Es ist werthaft und als Möglichkeit und Wirklichkeit des vielfältigen, seins- und sollenshaften menschlichen Verhaltens. Der Inhalt des Rechtes bezieht sich auf die Werthaftigkeit der kulturell-sozialen Wirklichkeit, die in ihrer Dualität als Möglichkeit und Wirklichkeit nur gemäß ihrem Sinn und Zweck, also nur teleologisch-historisch und systematisch (ganzheitlich) empirisch-rational verstanden und erklärt werden kann.
Vor dem Hintergrund eines heliozentrischen und kosmischen Weltbildes ist Winklers Rechtsverständnis anthropozentrisch und terrestrisch. Der Mensch ist auf dieser Welt Urheber und Adressat des Rechtes. Der denkende und handelnde Mensch ist sinn- und zweckhafter Entstehungsgrund und sinn- und zweckhaftes Ziel der Verwirklichung der Sinngehalte des Rechts. Das Recht ist für den sinn- und zweckhaft denkenden und handelnden Menschen geschaffen. Im Mittelpunkt des sprachlich und begrifflich konzipierten Rechts steht der sinn- und zweckhaft denkende und handelnde Mensch als Person, als Rechtssubjekt; ganz allgemein als Träger von Rechten und Pflichten. In der Person des Menschen erfährt das Recht in Entstehung und Verwirklichung seine mehrfache Sinnerfüllung. Das Recht ist ein erfahrbares und empirisch-rational erfassbares, kulturell-soziales Phänomen, dem nur eine verstehende und erklärende, ein auf den erfahrbaren Sinn- und Zweck von menschlichem Verhalten gerichtete Rechtswissenschaft als Kultur- und Sozialwissenschaft gerecht werden kann.
Im Zentrum der mehrschichtig angelegten, Erscheinungsformen und Sinngehalte des Rechtes sieht Winkler den durch bedeutungsvolle Worte und Zeichen in Begriffen denkenden und handelnden Menschen. Die Rechtswissenschaft hat es mit einer spezifischen Art von menschlicher Hervorbringung zu tun. In seiner veröffentlichten Sinn- und Zweckhaftigkeit ist das Recht ein kulturell-soziales Phänomen besonderer Art in Theorie und Praxis. Durch seine veröffentlichten Erscheinungsformen und Sinngehalte ist das Recht ein empirisch-rational erfahrbarer, lege artis, d. h. nach den Regeln empirisch-rationalen Denkens zu pflegender Gegenstand. Den Mittelpunkt vieler Arbeiten und der mehr als drei Jahrzehnte währenden Kelsen-Seminare Winklers bildet die Frage nach den erkenntnistheoretischen Voraussetzungen von Theorie und Methode des Juristen zur Ermittlung der Kriterien für eine dem Gegenstand entsprechende Lehre, Forschung und Praxis (vgl. dazu „Studien zum Verfassungsrecht“, „Theorie und Methode in der Rechtswissenschaft“, „Raum und Recht“, „Zeit und Recht“, „Rechtstheorie und Erkenntnislehre“, „Das Recht und die Rechtswissenschaft“, mit erkenntnistheoretisch fundierten Orientierungen zum kategorialen Dualismus von Sein und Sollen). Für Winkler ist die Rechtswissenschaft eine empirisch-rationale Kultur- und Sozialwissenschaft. Sein Rechtsdenken verkörpert in diesem Sinn eine erkenntnistheoretisch fundierte Antithese gegen die „transzendentallogisch“ konstruierte Denkweise der „Reinen Rechtslehre“ von Hans Kelsen mit ihrer problematischen Entgegensetzung von Sein und Sollen. Sein und Sollen versteht Winkler als duale Formen des Rechtsdenkens und in ihrer Einheit als eine duale Charakteristik des Rechts. Winklers Theorie und Methode richtet sich gegen eine Dogmatisierung, Ideologisierung und Tabuisierung der „Reinen Rechtslehre“.

## Ehrungen

### Ehrenpräsidentschaften
- Österreichische Gesellschaft für Landesverteidigung und Sicherheitspolitik
- Österreichisch-Koreanische Gesellschaft

### Ehrenmitgliedschaften
- Katholische Akademische Verbindung Norica
- Österreichische Katholische Studentenverbindung Pannonia
- Junge europäische Studenteninitiative (JES, Unterorganisation der Paneuropa-Union)
- Österreichischer Austauschdienst (ÖAD)
- European Law Students’ Association (ELSA)

### Akademische Ehrungen
- 1975: Ehrendoktorat der Philosophie der Universität für Chinesische Kultur in Taipei
- 1975: Ehrenkette des Rektors der Universität Wien
- 1984: Ehrendoktorat der Rechtswissenschaften der Universität Graz
- 1989: Ehrensenator der Universität Wien
- 2000: Wilhelm-Hartel-Preis der Akademie der Wissenschaften

### Ehrenzeichen und Ehrentitel
- 1963: Ehrenring der Militärakademie Wiener Neustadt
- 1969: Goldenes Ehrenzeichen der Stadt Krems
- 1971: Großes Ehrenzeichen für Verdienste um die Republik Österreich
- 1973: Order of Diplomatic Service Merit mit dem Stern am Bande (Heung-In Medal) III. Rang (Republik Korea)
- 1975: Great Order of the Brilliant Star, III. Rang (Republik China)
- 1975: Komturkreuz des Ordens des Großen Löwen (Sénégal)
- 1976: Komturkreuz mit dem Stern des Ordens des Löwen von Finnland
- 1976: Großes Goldenes Ehrenzeichen für Verdienste um die Republik Österreich
- 1976: Grand Cordon of the Order of the Brilliant Star, Großkomtur (Republik China)
- 1976: Komturkreuz des päpstlichen Ordens vom Hl. Silvester mit dem Stern
- 1979: Goldener Schlüssel der Stadt Taipei
- 1984: Österreichisches Ehrenkreuz für Wissenschaft und Kunst
- 1984: Goldener Schlüssel der Stadt Taipei
- 1986: Grand Cordon of the Order of the Propitious Clouds, Großkomtur (Republik China)
- 1987: Goldenes Komturkreuz des Ehrenzeichens für Verdienste um das Bundesland Niederösterreich
- 1989: Goldene Ehrenmedaille der Bundeshauptstadt Wien
- 1990: Großes Silbernes Ehrenzeichen mit dem Stern für Verdienste um die Republik Österreich[8]
- 1995: Goldener Schlüssel der Stadt Taipei
- 1996: Goldene Ehrennadel der Marktgemeinde St. Paul im Lavanttal
- 2003: Fürstlicher Justizrat von Liechtenstein
- 2005: Goldene Ehrenmedaille „Schulze-Delitzsch“ am Band des Österreichischen Genossenschaftsverbandes
- 2008: Großes Goldenes Ehrenzeichen des Landes Kärnten

## Werke
Monographien
- Der Bescheid. Ein Beitrag zur Lehre vom Verwaltungsakt (1956)
- Die absolute Nichtigkeit von Verwaltungsakten, Recht und Staat 223 (1960)
- Wertbetrachtung im Recht und ihre Grenzen, Forschungen aus Staat und Recht 12 (1969)
- Gesetzgebung und Verwaltung im Wirtschaftsrecht (1970)
- Der Apotheker und sein Verkaufsrecht (1971)
- Außerordentliche Professoren neuen Typs, gemeinsam mit Jörg Haider (1974)
- Die Freiheit der Wissenschaft und ihrer Lehre, gemeinsam mit K. Wenger (1974)
- Arzneimittelpraxis und Sozialversicherung, gemeinsam mit W. Barfuß und Bernhard Raschauer (1983)
- Die Rechtspersönlichkeit der Universitäten. Rechtshistorische, rechtsdogmatische und rechtstheoretische Untersuchungen zur wissenschaftlichen Selbstverwaltung, Forschungen aus Staat und Recht 80 (1988)
- Glanz und Elend der Reinen Rechtslehre, Vorträge, Reden und Berichte aus dem Europa-Institut, Saarbrücken, 144 (1988)
- Entschädigung für Verfahrenshilfe, gemeinsam mit Ewald Wiederin, Schriftenreihe des Österreichischen Rechtsanwaltskammertages 6 (1988)
- Rechtstheorie und Erkenntnislehre. Kritische Anmerkungen zum Dilemma von Sein und Sollen in der Reinen Rechtslehre aus geistesgeschichtlicher und erkenntnistheoretischer Sicht, Forschungen aus Staat und Recht 90 (1990)
- Rechtswissenschaft und Rechtserfahrung. Methoden- und erkenntniskritische Gedanken über Hans Kelsens Lehre und das Verwaltungsrecht, Forschungen aus Staat und Recht 105 (1994)
- Zeit und Recht. Kritische Anmerkungen zur Zeitgebundenheit des Rechts und des Rechtsdenkens, Forschungen aus Staat und Recht 100 (1995)
- Il valore nel diritto. Metodologie del diritto pubblico, Edizioni Scientifiche Italiane, Übersetzer: Agostino Carrino (Napoli 1996)
- Prolegomena zu Raum und Recht. In: Vorträge, Reden und Berichte aus dem Europa-Institut Bd. 373 (Saarbrücken 1999)
- Raum und Recht. Dogmatische und theoretische Perspektiven eines empirisch-rationalen Rechtsdenken, Forschungen aus Staat und Recht 120 (1999)
- Die Rechtswissenschaft als empirische Sozialwissenschaft. Biographische und methodologische Anmerkungen zur Staatsrechtslehre, Forschungen aus Staat und Recht 130 (1999)
- Das Elektrizitätsrecht, Die Gesetzgebung als Instrument der staatlichen Wirtschaftspolitik, Forschungen aus Staat und Recht 125 (2000)
- Verfassungsrecht in Liechtenstein, Forschungen aus Staat und Recht 135 (2001)
- Zweisprachige Ortstafeln und Volksgruppenrechte. Kritische Anmerkungen zur Entscheidungspraxis des Verfassungsgerichtshofs bei Gesetzesprüfungen von Amts wegen aus den Perspektiven seines Ortstafelerkenntnisses, Forschungen aus Staat und Recht 140 (2002)
- Die Verfassungsreform in Liechtenstein: Verfassungsrechtliche Studien mit verfassungsvergleichenden und europarechtlichen Perspektiven, Forschungen aus Staat und Recht 145 (2003)
- Der Europarat und die Verfassungsautonomie seiner Mitgliedstaaten. Eine europarechtliche Studie mit Dokumenten und Kommentaren, veranschaulicht durch die Aktionen des Europarates gegen die Verfassungsreform von Liechtenstein, Forschungen aus Staat und Recht 150 (2005)
- Begnadigung und Gegenzeichnung, Forschungen aus Staat und Recht 155 (2005)
- Die Prüfung von Verordnungen und Gesetzen von Amts wegen durch den Verfassungsgerichtshof. Die Judikatur des Verfassungsgerichtshofs im Spannungsfeld von Recht und Politik. Dokumentation und Kommentar. Forschungen aus Staat und Recht 160 (2006)
- Poker und Pokerspielsalons in der Glücksspielgesetzgebung. Dokumentation und Analyse der Glücksspielgesetzgebung, mit kritischen Anmerkungen aus verfassungsrechtlicher Sicht, Forschungen aus Staat und Recht 170 (2011)
- Das Recht und die Rechtswissenschaft. Überlegungen zu einem empirisch-rationalen juristischen Denken aus den Perspektiven von Raum und Zeit (Jan Sramek Verlag 2014)
- Il Diritto e la scienza del Diritto, Übersetzer: Federico Lijoi (2015)
- Verfassungsgesetzgebung und Verfassungsinterpretation in Liechtenstein. Möglichkeiten und Grenzen von Verfassungsänderungen (Jan Sramek Verlag 2015)
- Das Juridicum. Planung und Errichtung eines Fakultätsgebäudes für Juristen aus der Sicht des Baubeauftragten (2016)